# Vossische Zeitung

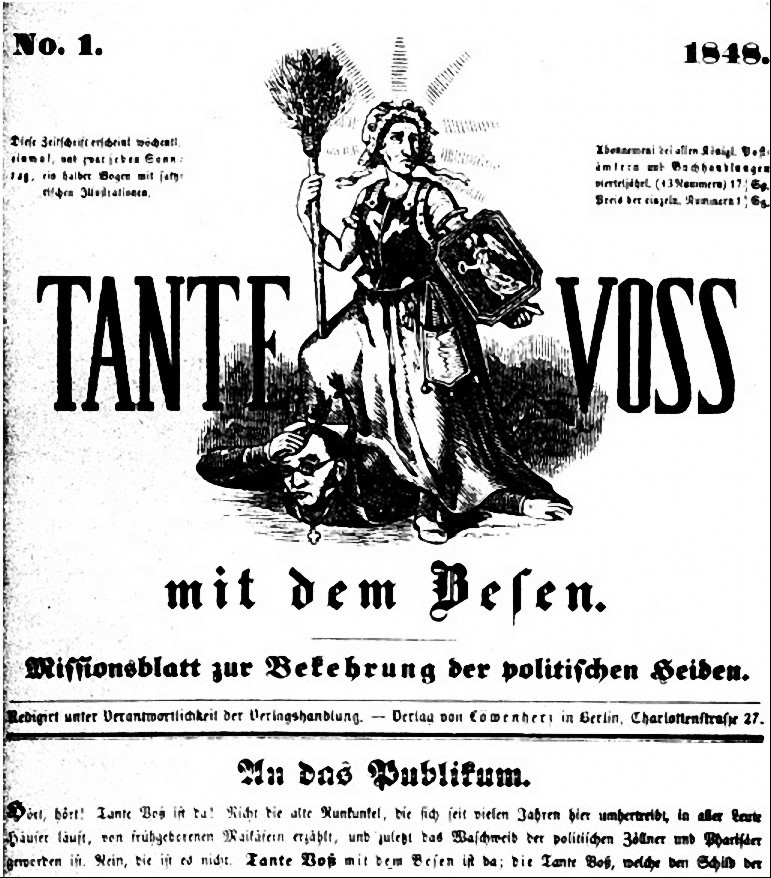
Vossische Zeitung z roku 1848

Vossische Zeitung, či (Königlich Privilegierte) Berlinische Zeitung von Staats- und Gelehrten Sachen, byly německé liberální noviny, které byly vydávány v Berlíně mezi léty 1721 až 1934. Předchůdce těchto novin byl založen v roce 1704. Ve druhém roce vlády Třetí říše, tedy roku 1934 byly noviny rozpuštěny vládnoucí stranou NSDAP a byly nahrazeny deníkem Völkischer Beobachter. Významnými editory byli například Gotthold Ephraim Lessing, Willibald Alexis, Theodor Fontane and Kurt Tucholsky. Erich Maria Remarque zde v prosinci 1928 vydával po částech svůj literární počin o první světové válce s názvem Na západní frontě klid, který o rok později vyšel jako kniha.